# ۲۸ زن برزنجیر
۲۸ زن برزنجیر یک ستاره است که در صورت فلکی آندرومدا قرار دارد.